# Barbu Popescu
Barbu Popescu a fost un senator român în legislatura 1990-1992 ales în județul Tulcea pe listele partidului FSN. În cadrul activității sale parlamentare, Barbu Popescu a fost membru în grupurile parlamentare de prietenie cu Regatul Unit al Marii Britanii și Irlandei de Nord și Canada. 

## Legături externe
- Barbu POPESCU - Sinteza activitatii parlamentare în legislatura 1990-1992 Arhivat în 8 februarie 2023, la Wayback Machine.